# Lino Maldonado
Lino Waldemar Maldonado Gárnica (Chile, 8 de febrero de 1989) es un exfutbolista chileno. Jugaba de delantero. Actualmente trabaja en la minería en El Salvador.

## Clubes
| Club                         | País  | Año       |
| ---------------------------- | ----- | --------- |
| Cobresal                     | Chile | 2009-2019 |
| → San Antonio Unido (cedido) | Chile | 2011      |
| → Deportes Temuco (cedido)   | Chile | 2012      |
| → Iberia (cedido)            | Chile | 2013      |
| Deportes Recoleta            | Chile | 2020      |

## Palmarés

### Campeonatos nacionales
| Título           | Club     | País  | Año    |
| ---------------- | -------- | ----- | ------ |
| Primera División | Cobresal | Chile | 2015-C |